# Clément Ducos
Clément Ducos (* 4. März 2001 in Pessac) ist ein französischer Sprinter und Hürdenläufer, der sich auf die 400-Meter-Distanz spezialisiert hat.

## Sportliche Laufbahn und Leben
Erste internationale Erfahrungen sammelte Clément Ducos im Jahr 2018, als er bei den U18-Europameisterschaften in Győr mit 53,04 s im Halbfinale im 400-Meter-Hürdenlauf ausschied. 2022 gewann er bei den U23-Mittelmeer-Meisterschaften in Pescara in 51,25 s die Silbermedaille hinter seinem Landsmann Hugo Menin und anschließend begann er ein Studium an der University of Tennessee in den Vereinigten Staaten. Im Jahr darauf wurde er bei der 1. Liga der Team-Europameisterschaft im Zuge der Europaspiele in Chorzów in 50,29 s Siebter. Anschließend erreichte er bei den U23-Europameisterschaften in Espoo das Finale, wurde dort aber disqualifiziert. 2024 nahm er an den Olympischen Sommerspielen in Paris teil und belegte dort mit 47,76 s im Finale den vierten Platz.
2022 wurde Ducos französischer Hallenmeister im 400-Meter-Lauf.

## Persönliche Bestleistungen
- 400 Meter: 46,79 s, 16. März 2024 in Orlando
  - 400 Meter (Halle): 46,92 s, 23. Februar 2024 in Fayetteville
- 400 m Hürden: 47,69 s, 5. August 2024 in Paris